# Arkadak
Arkadak - Аркадак (rus) és una ciutat de l'óblast de Saràtov, a Rússia.

## Geografia
Arkadak es troba a la vora del riu Bolxoi Arkadak, prop de la seva confluència amb el Khopior, a 248 km a l'oest de Saràtov.

## Història
Arkadak fou fundada el 1721. El 1939 obtingué l'estatus de possiólok (poble) i el 1963 el de ciutat.